# Salignac-sur-Charente

Salignac-sur-Charente este o comună în departamentul Charente-Maritime, Franța. În 1 ianuarie 2022 avea o populație de 609 de locuitori.